# فار هیلز، نیوجرسی
فار هیلز (به انگلیسی: Far Hills) شهری در ایالت نیوجرسی کشور ایالات متحده آمریکا است که جمعیت آن در سرشماری سال ۲۰۱۰ میلادی، ۹۱۹ نفر بوده‌است.